# Kalemie
Kalemie (bis 1966 Albertville) ist eine Stadt am Westufer des Tanganjikasees, am Abfluss des Lukuga, in der Demokratischen Republik Kongo. Sie ist die Hauptstadt der Provinz Tanganjika und hat 147.065 (Stand 1. Januar 2005) Einwohner, 1984 waren es laut Zensus 73.528.
Die Stadt verfügt über einen Hafen, von dem aus Schiffe nach Tansania, aber auch zum Hafen Kalundu bei der nördlich gelegenen Stadt Uvira verkehren. Durch diesen Hafen und ihre Textil- und Zementindustrie ist sie das wirtschaftliche Zentrum der Region.
Der in der Stadt liegende Hafen Kalémie (französisch Port de Kalémie) wird von der Société Nationale des Chemins de fer du Congo betrieben, verfügt über eine Kaianlage mit der Gesamtlänge von 385 Metern und maximalen Wassertiefe von 5,35 Metern. Am Kai stehen fünf Derrickkrane. Es existieren im Hafen freie und überdachte Lagerkapazitäten sowie ein Trockendock. Der Warenverkehr mit dem Hafen Kigoma in Tansania umfasst hauptsächlich Zement, Baustoffe, Mehl, Salz, Zucker und Kraftstoffe. Das Hafengelände (5° 56′ 49″ S, 29° 12′ 6″ O) ist zugleich ein Grenzübergang und eine Zollabfertigungsstelle.
Die Stadt ist Endpunkt der SNCC-Bahnstrecke Kamina-Kabalo-Kalemie. Die Gleisanlagen führen bis in den Hafen. In der Stadt befindet sich die staatliche University of Kalemie (UNIKAL).

## Geschichte
Am 30. Dezember 1891 gründete die belgische Anti-Sklaverei-Expedition von Hauptmann Alphonse Jacques den Militärstützpunkt Albertville als Basis, um dem arabischen Sklavenhandel in der Region ein Ende zu setzen. Albertville lag 15 km südlich des Lukuga-Flusses. Sergeant Alexis Vrithoff wurde am 5. April 1892 getötet, als er Albertville gegen einen Angriff arabischer Sklavenhändler unter dem lokalen Herrscher Rumaliza verteidigte. Dessen in Kataki stationierten Truppen griffen den Ort an diesem Tag und belagerten den Außenposten mehrere Monate lang, vom 16. August 1892 bis zum 1. Januar 1893. Schließlich mussten sich Rumalizas Streitkräfte zurückziehen, weil die Anti-Sklaverei-Expedition von Leutnant Duvivier als Entsatz eintraf.
Nachdem die Araber das Gebiet verlassen hatten, wurde das ursprüngliche Albertville nach und nach aufgegeben und der Name wurde mit dem Militärposten M'Toa nördlich des Lukuga in Verbindung gebracht, dem Standort des heutigen Kalemie.
Am 5. Dezember 2005 erschütterte das Erdbeben am Tanganjikasee die Stadt, dessen Epizentrum etwa 55 Kilometer entfernt lag. Mehrere Häuser stürzten ein, und es gab mindestens einen Toten.
Kalemie unterhält eine jahrzehntelange Städtepartnerschaft mit der deutschen Stadt Steinheim.

## Klimatabelle
|                       | Jan  | Feb  | Mär  | Apr  | Mai  | Jun  | Jul  | Aug  | Sep  | Okt  | Nov  | Dez  |   |      |
| Mittl. Tagesmax. (°C) | 28,1 | 28,3 | 28,2 | 27,8 | 28,1 | 27,4 | 26,9 | 28,1 | 29,3 | 29,8 | 27,8 | 27,4 | ⌀ | 28,1 |
| Mittl. Tagesmin. (°C) | 19,3 | 19,3 | 19,7 | 19,7 | 18,5 | 16,0 | 15,0 | 16,3 | 18,5 | 19,7 | 19,6 | 19,5 | ⌀ | 18,4 |
|                       |      |      |      |      |      |      |      |      |      |      |      |      |   |      |
| Niederschlag (mm)     | 122  | 105  | 148  | 184  | 76   | 5    | 4    | 9    | 27   | 66   | 177  | 168  | Σ | 1091 |
|                       |      |      |      |      |      |      |      |      |      |      |      |      |   |      |
| Sonnenstunden (h/d)   | 4,9  | 5,6  | 5,6  | 6,5  | 8,3  | 9,5  | 9,9  | 9,1  | 8,1  | 6,9  | 5,1  | 4,8  | ⌀ | 7    |
|                       |      |      |      |      |      |      |      |      |      |      |      |      |   |      |
| Regentage (d)         | 12   | 9    | 10   | 15   | 6    | 0    | 0    | 0    | 2    | 6    | 13   | 13   | Σ | 86   |
|                       |      |      |      |      |      |      |      |      |      |      |      |      |   |      |
| Luftfeuchtigkeit (%)  | 82   | 81   | 82   | 81   | 77   | 72   | 67   | 65   | 68   | 72   | 80   | 84   | ⌀ | 75,9 |

| 19,3 |

| 19,3 |

| 19,7 |

| 19,7 |

| 18,5 |

| 16,0 |

| 15,0 |

| 16,3 |

| 18,5 |

| 19,7 |

| 19,6 |

| 19,5 |

| 19,3 |

| 19,3 |

| 19,7 |

| 19,7 |

| 18,5 |

| 16,0 |

| 15,0 |

| 16,3 |

| 18,5 |

| 19,7 |

| 19,6 |

| 19,5 |

## Söhne und Töchter
- Léonard Kakudji Muzinga (* 1970), römisch-katholischer Geistlicher, Bischof von Kamina